# 8618 Sethjacobson
8618 Sethjacobson este un asteroid din centura principală de asteroizi.

## Descriere
8618 Sethjacobson este un asteroid din centura principală de asteroizi. A fost descoperit pe 28 februarie 1981 la Siding Spring de Schelte J. Bus. Asteroidul prezintă o orbită caracterizată de o semiaxă mare de 3,20 ua, o excentricitate de 0,02 și o înclinație de 7,1° în raport cu ecliptica.